# Thomas Robert Bugeaud
Thomas Robert Bugeaud markiz de la Piconnerie, książę d'Isly (ur. 15 października 1784 w Limoges; zm. 10 czerwca 1849 w Paryżu) francuski generał i marszałek Francji.
Bugeaud de la Piconnerie ze starego szlacheckiego rodu de Périgord. W 1804 wstąpił do armii jako grenadier, w trakcie bitwy pod Austerlitz był w stopniu podporucznika. W 1806 walczył pod Pułtuskiem. Następnie pod rozkazami gen. Sucheta walczył w Hiszpanii. Jako dowódca batalionu wykazał się 13 września 1811 pod Cruz de Ordal i w 1814 został pułkownikiem. W 1815 dowodził strażą przednią Korpusu Armijnego Alpejskiego Marszałka Sucheta. W 1843 został marszałkiem Francji. 

## Dzieła
- Mémoire sur notre établissement dans la province d'Oran par suite de la paix. – Paris, 1838.
- De l'organisation unitaire de l'armée avec l'infanterie partie detachee et partie cantonnee. – Paris, 1835.
- Œuvres militaires du maréchal Bugeaud. – Paris : Librairie Militaire de L. Baudoin et Ce., 1883 wersja elektroniczna
- La guerre des rues et des maisons. – Paris : Jean-Paul Rocher, 1997. – ISBN 2-911361-05-9.